# Perdita pusilla
Perdita pusilla är en biart som beskrevs av Timberlake 1964. Perdita pusilla ingår i släktet Perdita och familjen grävbin. Inga underarter finns listade i Catalogue of Life.